# Gustaf Fröding
Gustaf Fröding (n. 22 august 1860, Comuna Karlstad, Comitatul Värmland, Suedia – d. 8 februarie 1911, parohia Oscar⁠(d), Comitatul Stockholm, Suedia) a fost un scriitor suedez.